# Младков
Младков (чеш. Mladkov) — город в Пардубицком крае, район Усти-Над-Орлици. Граничит с Польшей. Ранее состояло в Судетской области. Здесь проживает 537 жителей. В этой окружности есть Петровички, Доланы, Влчковице.

## История
Младков впервые упоминается в 1350 году в связи с введением священника в приходской церкви. Хартия Карла IV также датируется этим периодом. что доказывает существование таможен, которые были созданы в средние века там, где дороги выходили из населенного района и входили в пограничные леса. Название здешней части деревни также является памятником таможне. В 14 веке территория принадлежала князьям Жампах. Замок Жампах Карл IV. он завоевал и подарил имущество, в том числе Младковскую таможню, Ченке из Потштейна. Природные условия местности определили скромные размеры средневековой локации. С одной стороны — крутые склоны над рекой, с другой — относительно широкая полоса поймы вдоль правого берега реки. В 1869 г. в селе было абсолютное максимальное количество жителей и самое большое количество домов в долгосрочной перспективе.